# Tulburare de personalitate
Tulburările de personalitate sunt tipare (modele) cognitive, emoționale, ale impuls-controlului și relațiilor cu ceilalți, constante și durabile în timp, nonfuncționale, perturbate, care nu permit funcționarea normală în viața de zi cu zi.
Tulburările de personalitate nu se încadrează în tiparul clasic de boală. Nu au un debut limitat în timp, o perioadă de stare și apoi o vindecare în urma unui tratament. Nefiind boli au fost denumite dezvoltări dizarmonice ale structurii psihice ale persoanei în cauză. Aceste structuri particulare au anumite caracteristici:
- sunt schițate și se dezvoltă încă din copilărie;
- se cristalizează la adolescență;
- însoțesc persoana de-a lungul întregii sale existențe.

Studiile epidemiologice arată că 4–12% din populația adultă are un diagnostic oficial de tulburare de personalitate, dar dacă se iau în considerare și gradele ei mai ușoare, procentul este mult mai mare.

## Date istorice
Dacă istoria omenirii consemnează și descrie, încă din Antichitate, diverse variante de tulburări psihopatologice, acestea, la rândul lor, integrează sau fac trimiteri la atributele firii umane și la structurările sale dizarmonice, exteriorizate prin tulburări de comportament și adaptare. Cunoașterea lor devine o condiție fundamentală a perceperii și înțelegerii evenimentelor istorice, a căror dinamică sau alternanță a fost și este mereu mediată personologic.
Hipocrate a fost cel care a postulat existența a patru mari umori ale corpului uman: bila galbenă, respectiv neagră, limfa și sângele, care au fost corelate cu cele patru elemente constituente ale lumii și cu cele patru anotimpuri, prezența lor în exces dezvoltând cele patru tipuri de temperament: coleric, melancolic, flegmatic și sangvinic.
Treptat s-au conturat și s-au descris diferite entități nosologice psihiatrice de tulburări de comportament, mai mult sau mai puțin manifeste. Atunci când suferințele provocate anturajului primeau atributele agresivității și criminalității, cazurile erau abordate medico-legal. Francezul Philippe Pinel, psihiatru la Bicêtre, a rămas în istorie ca eliberator al condamnaților cu tulburări psihice, care erau ținuți în condiții de temniță. El a observat cu deosebită atenție cazuistica și particularitățile faptelor incriminatorii și a descris „mania fără delir” ca entitate integratoare a comportamentului imoral și criminal în absența unor fenomene psihotice cunoscute, precum halucinațiile sau ideile delirante. Tulburările de personalitate tind treptat să fie privite ca expresii ale unor procese degenerative ale sistemului nervos de natură constituțional-ereditară.
Între 1867 și 1882 Richard von Krafft-Ebing descrie o structură psihologică dominată de cruzime și introduce în vocabularul medical termenii de sadism și masochism. În concepția autorului comportamentele impulsiv-agresive sunt expresia pulsiunilor sexuale deviate și apanajul – cu precădere – al sexului masculin. Severitatea manifestărilor este în directă concordanță cu prezența unor trăsături de serie psihotică. Cele 10 subtipuri de personalități patologice studiate de psihiatrul german rămân modelele de profunzime și acuratețe descriptivă: psihopatul hipertim, depresiv, nesigur de sine, fanatic, cu stimă de sine scăzută, instabil, exploziv, nervos, apatic și astenic. Autorul le consideră nu entități diagnostice, ci „moduri de a fi”. Contribuția lui Carl Schneider se extinde și asupra comportamentelor agresiv-criminale, care nu întotdeauna pot fi asociate impulsivității și explosivității, ci pot fi și apanajul altor structuri personopate.
O contribuție calitativă aparte în descrierile personalităților psihopate o aduce David Shapiro în 1965, care analizează o serie de dimensiuni cognitive, precum spontaneitatea și deficitul elaborărilor, corespunzător cărora primul răspuns la un stimul nu este supus proceselor integrative, identificându-se cu răspunsul final.
Dezvoltarea conceptului de personalitate patologică a parcurs, în a doua jumătate a secolului XX, o etapă a ambiguităților terminologice, corespunzătoare noțiunilor de temperament, caracter și personalitate. Acestea au fost folosite în mod substitutiv, dar primele două au rămas reperele structurale dominante ale personalității. În Clasificarea Internațională a Bolilor Psihice din 1987 s-a încercat introducerea categoriei personalităților accentuate, la care s-a renunțat ulterior. Conceptul își are originile în formulările lui Bénédict Morel, citat de Peter Tyrer, și ale lui Karl Leonhard. Primul a susținut că persoanele au predispoziții temperamentale sub influența unor factori de mediu, care, în alte condiții, ar fi inofensivi. Sistemul DSM – elaborat de Asociația Psihiatrică Americană – situează tulburările de personalitate pe o axă diagonală, independentă de celelalte sectoare nosologice psihiatrice. Faptul se datorează persistenței unei opinii diferențiate, în pofida contribuției lui Emil Kraepelin, Ernst Kretschmer și Hervey M. Cleckley. Ea a fost fundamentată pe conceptul de moral insanity al lui James Cowles Prichard, care postula faptul că pacienții respectivi nu au tulburări de judecată sau alte simptome care le caracterizează, debutează în adolescență și durează toată viața. Distincția dintre tulburările de personalitate și alte tulburări psihopatologice rămâne încă oarecum arbitrară, având în vedere intercondiționările etimologice și patoplastice reciproce.

## Clasificare
Există 10 tulburări de personalitate recunoscute de medicina de specialitate; acestea sunt clasificate în trei grupe (clustere).

### Cluster A (ciudat și excentric)
- Tulburarea de personalitate paranoidă: suspicioși, neîncrezători, ostili, iritabili, geloși, colecționari de nedreptăți sau procesomani.
- Tulburarea de personalitate schizoidă: izolați, fără vreo manifestare către ceilalți, contact vizual deficitar, neadecvat de serioși, procupați de obiecte neînsuflețite sau constructe metafizice.
- Tulburarea de personalitate schizotipală: multiple ciudățenii ale prezentării, vorbirii, limbaj și gândire excentrică, magică, uneori chiar iluzii și idei de referință, lipsa prietenilor.

### Cluster B (dramatic, emotional și imprevizibil)
- Tulburarea de personalitate antisocială: de la 15 ani există un comportament de ignorare și încălcare a drepturilor altora, agresivi, iritabili, impulsivi, iresponsabili, fără remușcări, mincinoși, înșală și escrochează.
- Tulburarea de personalitate borderline: simț instabil al sinelui, cu sentimentul de gol lăuntric, impulsivi, relații personale instabile și intense cu oscilarea între idealizare și devalorizare, amenințări sau gesturi suicidare, automutilare.
- Tulburarea de personalitate histrionică: dramatici, emoționali, superficiali, seductivi sau provocatori sexual, sugestionabili.
- Tulburarea de personalitate narcisică: plini de ei, cu fantezii nelimitate de succes, putere, strălucire sau iubire ideală, lipsiți de empatie, invidioși, exploatativi în preocuparea de a-și atinge propriile țeluri.

### Cluster C (anxios sau temător)
- Tulburarea de personalitate evitantă: rușinoși, timizi, inhibați în relațiile interpersonale, temători de critică, dezaprobare și rejecție. Se privesc ca inadecvați, inferiori altora.
- Tulburarea de personalitate dependentă: dependenți, au nevoie de sfaturi și reasigurări de la cei din jur, cu dificultăți în exprimarea dezacordului de teama să nu piardă sprijinul, inițiază greu proiecte și lucruri pe care să le facă singuri.
- Tulburarea de personalitate obsesiv-compulsivă: perfecționiști, ordonați, rigizi, preocupați de ordine și de reguli, lipsiți de spontaneitate, prea serioși, perseverenți, încăpățânați.

### Tulburări de personalitate mixte
Alte tulburări de personalitate care nu sunt incluse în aceste clustere sunt:
- Tulburarea de personalitate pasiv-agresivă: manifestă obstrucționism, încăpățânare și ineficiență, rezistă pasiv în îndeplinirea sarcinilor ocupaționale de rutină, certăreți, se plâng ca nu sunt înțeleși și apreciați.
- Tulburarea de personalitate depresivă: pesimiști, nefericiți, triști, cu stimă de sine scăzută, predispuși spre îngrijorări, vinovăție.
- Tulburarea de personalitate sadică: relațiile sunt dominate de comportamentul crud sau înjositor.

## Cauze
Ca în cazul altor probleme de sănătate mentală, tulburările de personalitate sunt probabil rezultatul unor interacțiuni multiple ale factorilor genetici și de mediu. Se acumulează tot mai numeroase dovezi ce susțin existența unei legături genetice, rezultatele din studiile pe gemeni sugerând moștenirea trăsăturilor de personalitate și a tulburărilor de personalitate în limite cuprinse între 30% și 60%. O sinteză narativă pe studiile epidemiologice sugerează și ea că sunt importante familia și experiențele din copilăria precoce – de exemplu, abuz (emoțional, fizic și sexual), neglijare și intimidare.

## Trăsături comune
- Trăsăturile sunt pervazive (extensive) și persistente.
- Sunt egosintonice (acceptabile pentru ego) și nu egodistonice (străine egoului).
- Sunt aloplastice și nu autoplastice (pacientul încearcă să schimbe mediul și nu pe sine). Rezultă nemulțumiri, conflicte.
- Trăsăturile sunt menținute cu rigiditate.
- Mecanismele de apărare includ: fantezia, izolarea, proiecția, întoarcerea împotriva sinelui, acting-out.
- Pacientul manifestă fixație în dezvoltare și imaturitate.
- Nu conștientizează și nu solicită ajutor.
- Dezvoltarea inegală a personalității cu deficit al valorilor etice; logica este subordonată impulsurilor.

## Simptomatologie
| Tipul de personalitate | Trăsături esențiale | Trăsături asociate                                                                                                | Complicații                                                                                                   |
| Cluster A              | Cluster A | Cluster A | Cluster A |
| ---------------------- | --- | --- | --- |
| Paranoidă              | - dificultăți relaționale, de integrare și armonizare                                                                                                   | - disprețul pentru cei slabi, incapabili                                                                          | - poate apărea ca antecedent premorbid al depresiei majore, schizofreniei, tulburărilor delirante             |
| Schizoidă              | - conduită neconvențională sau bizară | - preocupări reduse ori absente pentru activitatea sexuală                                                        | - poate apărea ca antecedent premorbid al tulburării delirante, schizofreniei sau tulburării depresive majore |
| Schizotipală           | - ideație dominată de convingerea că posedă însușiri rare, particulare, ilustrate prin clarviziune, capacitate de premoniție, telepatie sau superstiții | - exprimare circumstanțială, metaforică, hiperelaborată                                                           | - episoade depresive majore                                                                                   |
| Cluster B              | | | |
| Antisocială            | - incapacitate de a menține relații autentice și durabile                                                                                               | - antecedente personale în care se distinge minciuna, înșelăciunea, evaziunea, numeroase acte ilegale sau imorale | - suicid |
| Borderline             | - sentimentul inconsistenței sau dispersiei identității                                                                                                 | - acte autodistructive repetitive                                                                                 | - alcoolism                                                                                                   |
| Histrionică            | - dramatizarea conținutului comunicării | - amnezia traumelor, frustrărilor, efectelor dramatice (la belle indifférence)                                    | - tulburări de dinamică sexuală                                                                               |
| Narcisică              | - aviditate pentru titluri, demnități, situații, onoruri, ranguri                                                                                       | - sentimente ostile sau malefice pe care le proiectează asupra interlocutorilor                                   | - toxicomanie                                                                                                 |
| Cluster C              | | | |
| Evitantă               | - dificultate în deliberare, decizie și angajare | - nevoia de certitudine, stabilizare și securizare                                                                | - fobii sociale                                                                                               |
| Dependentă             | - nevoie de atașament | - tendința de a interpreta orice contrariere sau dezaprobare ca expresie a neîncrederii sau incapacității sale    | - tulburări anxioase și depresive                                                                             |
| Obsesiv-compulsivă     | - conservatorism | - dificultăți de deliberare                                                                                       | - dezvoltări hipocondriace                                                                                    |
| Mixte                  | | | |
| Pasiv-agresivă         | - comportament lamentativ | - stima de sine scăzută                                                                                           | - distimie |

## Evoluție și complicații
Tulburările de personalitate se prefigurează încă din adolescență, atunci însă poartă denumirea de tulburări de comportament. Însă nu toate tulburările de comportament devin tulburări de personalitate la vârsta adultă. Tulburarea de personalitate însoțește persoana de-a lungul vieții, dar vârsta amprentează diferit tipurile de tulburări de personalitate. Tulburarea borderline și tulburarea antisocială „se maturizează”, manifestările se estompează odată cu vârsta. Tulburările narcisică, dependentă și pasiv-agresivă rămân constante sau chiar se exacerbează cu vârsta. Tulburarea schizotipală și tulburarea obsesională sunt mai bine tolerate social, ele rămânând neschimbate pe parcursul vieții.
Personalitatea paranoidă poate apare ca un prodrom la tulburarea iluzională sau ca schizofrenie adevărată. Acești indivizi sunt la risc de agorafobie, depresie majoră, tulburare obsesiv-compulsivă și abuz de substanțe. Pacienții cu tulburare de personalitate schizoidă pot dezvolta depresie majoră. Pacienții cu personalitate schizotipală pot dezvolta afecțiune psihotică ușoară, tulburare schizofreniformă sau iluzională. La momentul diagnosticului 30–50% au depresie majoră concurentă și aproape toți au avut cel puțin un episod de depresie majoră.
Personalitatea antisocială este asociată cu risc de tulburări anxioase, abuz de substanțe, somatizare. Personalitatea de graniță este asociată cu risc de abuz de substanțe, tulburări ale alimentației (bulimie) și stres posttraumatic. Suicidul este un risc particular la pacienții de graniță. Istoricul de cabotism sau personalitate teatrală este asociat în particular cu tulburările somatoforme. Persoanele cu narcisism sunt la risc de anorexie nervoasă și abuz de substanțe, precum și depresie.
Personalitatea evitantă este asociată cu anxietatea, mai ales fobia socială. Personalitatea dependentă poartă risc de tulburări anxioase și de acomodare. Persoanele cu personalitate obsesiv-compulsivă sunt la risc de infarct miocardic datorită tipului de viață. Aceștia pot fi la risc de tulburări anxioase.
Suicidul este cea mai de temut complicație a tulburărilor de personalitate, tulburarea borderline și cea dependentă având riscul cel mai mare. Totuși, actul suicidar din tulburările de personalitate se deosebește deseori de suicidul din celelalte condiții patologice prin inautenticitatea intenției, fiind de cele mai multe ori demonstrativ, regizat, dar uneori reușind, ducând la așa-zisa „moarte prin accident suicidar”. Alte complicații pot fi decompensările depresive, anxioase sau chiar psihotice, fiecare tip de tulburare de personalitate având predispoziții relativ specifice.